# Pomacentrus moluccensis
Pomacentrus moluccensis Bleeker, 1853 è un pesce osseo di mare appartenente alla famiglia Pomacentridae e alla sottofamiglia Pomacentrinae.

## Distribuzione e habitat
È diffuso nelle barriere coralline dell'est dell'oceano Indiano e dell'ovest dell'oceano Pacifico. Il suo areale si estende dalla Penisola malese a Tonga. Vive in acque poco profonde, fino a 14 m, di solito tra i rami dei coralli.

## Descrizione
Il corpo è compresso sui lati e raggiunge la lunghezza massima di 9 cm. La colorazione è gialla vivace sia sul corpo che sulle pinne, sulla testa possono essere presenti brevi striature e macchie azzurre o grigie. La pinna anale ha un bordo scuro. Gli esemplari delle isole pacifiche possono essere di un colore brunastro o violaceo con coda gialla. 

## Biologia

### Comportamento
Gli esemplari adulti possono formare piccoli gruppi.

### Alimentazione
Si nutre sia di piante che, più raramente, di invertebrati marini e larve o uova di pesce. Le sue prede sono in particolare piccoli crostacei (anfipodi e copepodi), tunicati e picnogonidi.

### Predatori
È preda abituale di Synodus englemani e Plectropomus leopardus.

### Parassiti
Può presentare il copepode parassita Hatschekia crenulata.

### Riproduzione
Le uova vengono deposte sul fondo e vengono sorvegliate dal maschio.